# Cis comptus
Cis comptus is een keversoort uit de familie houtzwamkevers (Ciidae). De wetenschappelijke naam van de soort werd in 1827 gepubliceerd door Gyllenhal.